# Pseudoruellia
Pseudoruellia là chi thực vật có hoa trong họ Acanthaceae.